# 越智隆雄
越智 隆雄（おち たかお、1964年2月27日 - ）は、日本の政治家。
衆議院議員（5期）、衆議院財務金融委員長、内閣府副大臣（第3次安倍第2次改造内閣・第3次安倍第3次改造内閣・第4次安倍内閣）、内閣府大臣政務官（第2次安倍改造内閣・第3次安倍内閣）などを歴任。父は元金融再生委員会委員長の越智通雄、祖父は第67代内閣総理大臣の福田赳夫、叔父は第91代内閣総理大臣の福田康夫。

## 学歴
慶應義塾幼稚舎から、慶應義塾普通部、慶應義塾高等学校を経て1986年3月に慶應義塾大学経済学部経済学科（佐々波ゼミ）を卒業。
1991年6月にはフランス経済商科大学院大学（経営学）を修了。2002年には東京大学大学院に入学。法学政治学研究科（日本政治外交史）にて北岡伸一、田中明彦に師事。2005年3月、東京大学大学院修士課程を修了。修士課程在学中の2004年には、修士論文として『デタント期の日本外交――福田政権の外交枠組み』を提出している。2012年12月には東京大学大学院博士課程を中途退学した。

## 経歴
1986年4月に住友銀行に入行し、1999年に住友銀行を退行している。同年8月、衆議院議員秘書に就任。同年10月には父である越智通雄金融再生委員長（小渕第2次改造内閣）の秘書官を務めた。
6名が出願した公募の中から2003年7月に東京第6選挙区支部長に選出され、同年11月9日の第43回衆議院議員総選挙で東京6区に自民党公認で出馬するが、民主党前職の小宮山洋子に大差で敗れ、落選。
2005年9月11日の第44回衆議院議員総選挙では、小泉旋風に乗り、現職の小宮山に小選挙区で6000票余りの差で勝利し、初当選。
2009年8月30日の第45回衆議院議員総選挙では、民主旋風に飲まれ、小宮山に7万票以上の差をつけられ落選。重複立候補していた比例東京ブロックにおいても落選となった。
落選後、人口減少を見据えた国家経営戦略の策定が必要と考え、日本の未来研究所所長として公演活動を展開。2011年、一般社団法人日本の未来研究所を設立し、2012年には未来構想として「2050年の国家像のイメージ素案」を策定。
2012年12月16日の第46回衆議院議員総選挙では現職の小宮山を破り、国政に復帰。
2014年9月4日、第2次安倍改造内閣で内閣府大臣政務官（金融、女性活躍、行政改革、規制改革、少子化対策等担当）に就任。同年12月14日の第47回衆議院議員総選挙で3選を果たす。
同年、都市農業基本法案に関する小委員会の事務局長に就任し、2015年の都市農業振興基本法の議員立法を主導。

### 内閣府副大臣時代
2016年8月5日、第3次安倍第2次改造内閣で内閣府副大臣（金融、経済再生、経済財政担当）に就任した。
2017年9月24日に福田峰之内閣府副大臣が辞任したことに伴い、同氏の職務を兼務した。9月27日には赤間二郎総務副大臣が起用されたことを受けて兼務が解かれている。
2017年3月15日、環太平洋経済連携協定の閣僚会合（チリ）に副大臣として出席し、⽶国の離脱で求⼼⼒低下が懸念される中での共同声明発表と11か国による交渉再開にこぎ着けた。
2017年10月22日、第48回衆議院議員総選挙に出馬。立憲民主党から出馬した落合貴之に1,978票差の僅差で小選挙区で敗れたが、惜敗率は98％を越える値となり、比例東京ブロックにて復活当選となった。
2018年には、IT社会実装が進むエストニアにて政府・スタートアップ企業等から独自でヒアリングを行ったうえで、同年1月12日の日本・エストニア拡大首脳会合に参加。その後、未来投資会議におけるデジタル化・DX化の議論を担当副大臣として担当し、同年6月15日に「骨太方針2018」と「未来投資戦略2018」の閣議決定に導いた。

### 自民党部会長・国会常任委員長時代
2018年10月、自民党財務金融部会長に就任し、キャッシュレス決済へのポイント還元策を導入する等、キャッシュレス決済の普及を主導。
2019年10月、自民党法務部会長に就任し、カルロス・ゴーン元日産自動車会長逃亡事件の再発防止を政府に要求。
2020年10月、衆議院財務金融委員長に就任。
2021年10月、第49回衆議院議員総選挙で立憲民主党から出馬した落合に惜敗するも比例復活により5選。
2024年10月7日、記者団に対し、同月27日投開票の第50回衆議院議員総選挙に出馬しない意向を表明した。派閥の政治資金問題を巡り「適切に経理処理をしてきた一方で現実には不記載議員として扱われている」と述べた。 石破茂首相が6日に示した政治資金収支報告書への不記載があった議員に比例重複を認めない方針との関係を問われ「たまたま選挙の前の時期になり、首相の方針とは関係ない」と話した。

## 略歴
以下に略歴を示す。
- 1986年04月 – 住友銀行（現・三井住友銀行）入行
- 1999年08月 – 衆議院議員秘書に就任
- 1999年10月 – 国務大臣秘書官に就任
- 2005年09月 – 第44回衆議院議員総選挙に当選（１期目）
- 2012年12月 – 第46回衆議院議員総選挙に当選（２期目）
- 2014年09月 – 内閣府大臣政務官に（第2次安倍改造内閣）に就任（金融､行政･規制改革､女性活躍･少子化対策等担当）
- 2014年12月 – 第47回衆議院議員総選挙に当選（３期目）
- 2014年12月 – 内閣府大臣政務官に（第３次安倍内閣）に再任（金融､行政･規制改革､女性活躍･少子化対策等担当）
- 2016年08月 – 内閣府副大臣（第3次安倍第2次改造内閣）に就任（経済財政政策・金融等担当）
- 2017年08月 – 内閣府副大臣（第3次安倍第3次改造内閣）に再任（経済財政政策・金融等担当）
- 2017年10月 – 第48回衆議院議員総選挙に当選（4期目）
- 2017年11月 – 内閣府副大臣（第４次安倍内閣）再任（経済財政政策・金融等担当）
- 2018年10月 – 自由民主党 政務調査会 財務金融部会長 就任
- 2019年09月 – 自由民主党 政務調査会 法務部会長 就任
- 2020年10月 – 衆議院 財務金融委員長 就任

## 政策
- 憲法改正に賛成[25]。改正すべき項目として、緊急事態条項と環境権を挙げる[26]。
- 集団的自衛権の行使を禁じた政府の憲法解釈を見直すことに賛成[25]。
- アベノミクスを評価する[26]。
- 安全保障関連法の成立を評価する[26]。
- 北朝鮮問題への取り組みをどちらかと言えば評価する[26]。
- 組織犯罪処罰法の改正（共謀罪法）をどちらかと言えば評価する[26]。
- 日本の核武装について今後の国際情勢によっては検討すべきとしている[25]。
- 女性宮家の創設に反対[25]。
- 2009年時点で選択的夫婦別姓制度に否定的[27] だったが、2014年の調査では、「どちらとも言えない」とし[28]、さらに2017年の調査においては「どちらかといえば賛成」としており[26]、2021年3月に「選択的夫婦別氏制度を早期に実現する議員連盟」の設立呼びかけ人として参加[29]し、同連盟の幹事長代理に就任している[30]。

## その他活動
- 一般社団法人G1が開催する交流会イベント、G1サミットに2016年より参加している[31]。
- 選挙区内外に関わらず、希望者を対象に、約１時間かけて⼀緒に国会内をまわる「親子で国会に行こう！」を開催している[32]。
- ビジネスパーソン向け月例勉強会を延べ89回にわたり、数万人を対象に開催している[33]。
- コロナ禍におけるライフスタイルの支援を支援し、東京一極集中の是正をするという観点から、新しい需要創造と少子化対策、地域活性化を目的として「二地域居住の徹底支援」を提言している[34]。

## 人物
- 座右の銘 - 一身独立シテ一国独立ス[3]
- 趣味 - アイロンがけ、日曜大工、絵画、読書、水泳、テニス、スキー、ゴルフ[3]
- 尊敬する人 - 福沢諭吉、福田赳夫[2]

## 選挙歴
| 当落 | 選挙                   | 執行日         | 年齢 | 選挙区               | 政党       | 得票数     | 得票率 | 定数 | 得票順位 /候補者数 | 政党内比例順位 /政党当選者数 |
| ---- | ---------------------- | -------------- | ---- | -------------------- | ---------- | ---------- | ------ | ---- | ------------------ | ---------------------------- |
| 落   | 第43回衆議院議員総選挙 | 2003年11月09日 | 39   | 東京6区              | 自由民主党 | 7万8650票  | 31.17% | 1    | 2/4                | /                            |
| 当   | 第44回衆議院議員総選挙 | 2005年09月11日 | 41   | 東京6区              | 自由民主党 | 13万6750票 | 46.31% | 1    | 1/3                | /                            |
| 落   | 第45回衆議院議員総選挙 | 2009年08月30日 | 45   | 東京6区              | 自由民主党 | 10万2944票 | 33.27% | 1    | 2/4                | /                            |
| 当   | 第46回衆議院議員総選挙 | 2012年12月16日 | 48   | 東京6区              | 自由民主党 | 9万8112票  | 32.92% | 1    | 1/5                | /                            |
| 当   | 第47回衆議院議員総選挙 | 2014年12月14日 | 50   | 東京6区              | 自由民主党 | 11万872票  | 44.10% | 1    | 1/3                | /                            |
| 比当 | 第48回衆議院議員総選挙 | 2017年10月22日 | 53   | 比例東京 （東京6区） | 自由民主党 | 9万8422票  | 40.01% | 1    | 2/4                | 1/6                          |
| 比当 | 第49回衆議院議員総選挙 | 2021年10月31日 | 57   | 比例東京 （東京6区） | 自由民主党 | 10万5186票 | 38.27% | 1    | 2/3                | 3/6                          |

## 所属議員連盟
- 自民党たばこ議員連盟[35]
- 日本会議国会議員懇談会[36]
- 創生「日本」[36]
- 清和政策研究会
- 日韓議員連盟
- 国際観光産業振興議員連盟[37]
- 選択的夫婦別氏制度を早期に実現する議員連盟（幹事長代理）

## 著作

### 共著
- （細谷雄一、竹中治堅、安藤（内田）優香、森聡）『Looking for Leadership:THE DILEMMA OF POLITICAL LEADERSHIP IN JAPAN』日本国際交流センター 2015年12月 ISBN 978-4889071429

### 連載
- 『月刊カレント』（潮流社）にて過去に不定期連載